# Ратца
Ратца — река в Новгородской и Вологодской областях России, левый приток реки Песь (бассейн Мологи). Длина реки составляет 97 км, площадь водосборного бассейна — 450 км².

## Описание

Бассейн Рыбинского водохранилища и Белого озера

Берёт исток на территории Хвойнинского района Новгородской области, течёт преимущественно на восток. Протекает Шварковское озеро, на берегу которого располагается деревня Шварково, ниже озера на берегах Ратцы расположены деревни Заречье и Обечище.
Постепенно русло заворачивает к северо-востоку и пересекает границу Вологодской области. На территории Чагодощенского района Ратца протекает деревню Марьино и впадает в Песь в 7 км от её устья в пгт Сазоново. В 2 км от устья в Ратцу впадает крупнейший левый приток — река Ильмень.

## Данные водного реестра
По данным государственного водного реестра России относится к Верхневолжскому бассейновому округу, водохозяйственный участок реки — Молога от истока и до устья, речной подбассейн реки — Реки бассейна Рыбинского водохранилища. Речной бассейн реки — (Верхняя) Волга до Куйбышевского водохранилища (без бассейна Оки).
Код объекта в государственном водном реестре — 08010200112110000007051.